# 皆野橋
皆野橋（みなのばし）は、埼玉県秩父郡皆野町皆野と秩父市小柱の間で荒川に架かる埼玉県道43号皆野荒川線の道路橋である。

## 概要
下流に架かる親鼻橋と共に皆野町の発展に寄与してきた橋である。荒川河口から114.2キロメートルの位置に架かり、現在の橋はほぼ竣工当時の姿をとどめていて、二代目の秩父橋に似た橋長105.3メートル、総幅員6.2メートル、有効幅員5.5メートル、最大支間長34.0メートルのRC製の上路式の固定オープンスパンドレルアーチ橋である
。オープンスパンドレルとは開腹式という意味である。緑色にペイントされている路側帯（グリーンベルト）が車道に設置されているが、歩道や側道橋は設置されていない。高欄は鋼製で竣工当時のものではなく、後年の改修により交換されたものである。親柱も同様に改修されており、竣工当時のものではない。また、橋に8か所設置されていた橋灯は中柱と共に撤去され現存しない。周囲の地形は河岸段丘となっているため、河道と両岸との標高差があり、橋は右岸側と左岸側の段丘面どうしを直接結んでいる。
橋を通る路線バスなどの公共交通機関は設定されていない。右岸側は西武観光バスの秩父吉田線の大田入口バス停が最寄り。橋は埼玉県のぐるっと埼玉サイクルネットワーク構想に基づき策定された「自転車みどころスポットを巡るルート」の「秩父七福神を回るルート」の経路に指定されている。
幅員が狭く歩道が整備されていないことから、歩行者が危険に晒されているため、歩道設置の要望が出ている。

### 諸元
- 橋格 - 三等橋[3]
- 形式 - 上路固定オープンスパンドレル式アーチ
- 橋長 - 105.3 m
- 支間長 - 34.0 m × 3連
- 総幅員 - 6.2 m
- 有効幅員 - 5.5 m
- 基礎 - 鉄筋コンクリート構造[3]
- 着工 - 1934年（昭和9年）1月22日[4]
- 竣工 - 1935年（昭和10年）4月11日[4]
- 供用開始 - 1935年（昭和10年）4月17日[7]
- 設計 - 増田淳
- 総工費 - 56,029円
- 管理者 - 埼玉県

## 歴史

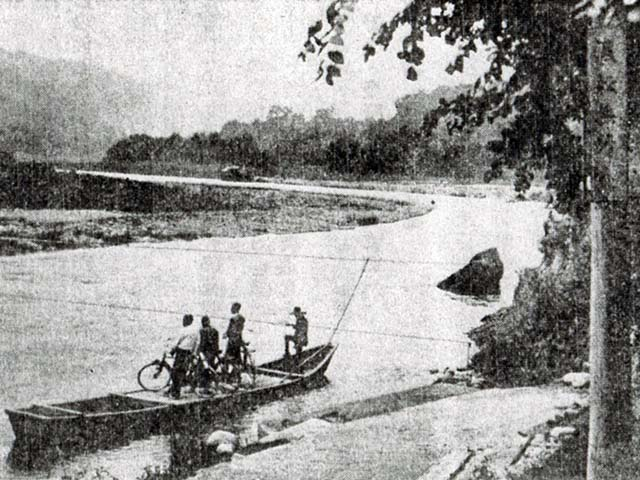
大浜の渡し

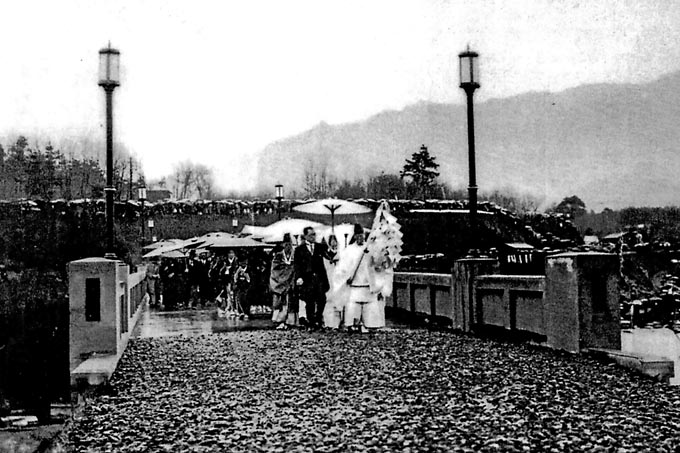
皆野橋の開通式

### 大浜の渡し
この橋が架けられる前は「大浜の渡し」と称する渡船2隻を有する私設の渡船で対岸とを結んでいた。場所は廃止直前は現在の橋のやや上流寄りに位置し、縄等を用いた繰船を運行していた。また、それ以前の大正の半ば頃まではさらに上流寄りの現在の円福寺付近に渡し場が存在し、その円福寺の西側に渡し場への道があり、対岸の宝蔵寺に至っていた。冬場である11月から4月にかけての減水期は土橋による仮橋が架設されていた。利用者は皆野村と太田村・小柱村・大渕村・野巻村との往来が主だった。渡船料は明治・大正期は「穀寄せ」と称し、一定量の農作物を納めていた住民は無料で利用できた。この渡し場は橋が完成後もしばらく存続されたが、橋開通の2年後の1937年（昭和12年）に廃止された。

### 架橋まで
秩父鉄道の開通や親鼻架橋によって秩父郡北部の中心地となった皆野町は、それに伴い周辺町村との交通量の増加への対応から、当地に縣道皆野停車場小柱線の橋として架けられる事となった。
工事は1934年（昭和9年）1月22日に着手した。橋の設計者は増田淳、施工は斎藤組である。
架橋場所は周囲が岩盤で地質が良好であったことと、秩父の景観に配慮したことから橋の形式は拱橋（アーチ橋）が採用され、架橋場所の周辺には砂利や砂が豊富で骨材の入手が容易だったことから、橋の素材は鉄筋コンクリートが採用された。高欄は鉄筋コンクリートの膠泥（モルタル）仕上げである。橋台および橋脚の上部に中柱を立てて背の高い橋灯が8ヶ所設置されていた。
洪水面からの余裕高は橋台の起拱線（アーチの立ち上がりの部分）を大田側は1.652メートル、皆野側は2.347メートルとした。
また、橋の工事に合わせて長さ523.88メートル（皆野側330メートル、大田側193.88メートル）、幅員5.50メートルの取り付け道路工事が行われた。
橋は1935年（昭和10年）4月11日に竣工し、同4月17日に開通式が挙行された。
総工費は56,029円（内、橋梁工事費42,555円、取り付け道路工事費13,474円）で、工事に関わった作業員人数は12,655人であった。

### 架橋後

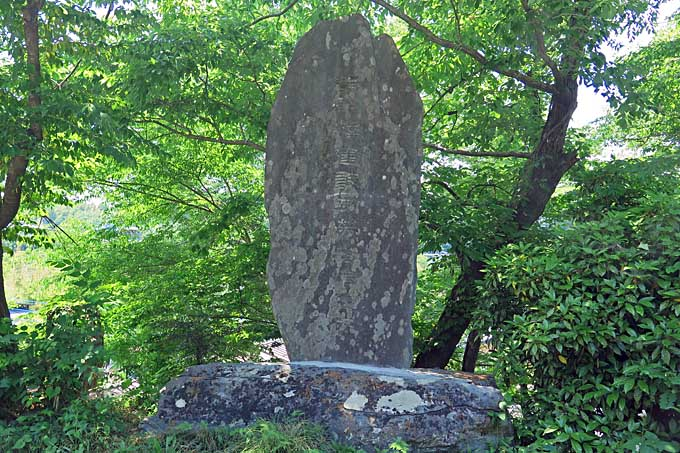
皆野橋建設功労者頌徳碑

この橋の開通により、今まで良くなかった皆野町とその周辺自治体との関係が良好になり、架橋から16年後の1951年（昭和26年）11月3日（文化の日）に皆野町と大田村によって「皆野橋建設功労者頌徳碑」が建立され、右岸側（大浜側）の橋詰に現存している。
開通当時は縣道皆野停車場小柱線の橋であったが、現在は埼玉県道43号皆野荒川線となっている。また、大田村は1957年（昭和32年）5月3日 に秩父市へ編入されている。
2007年（平成19年）9月皆野町および秩父市は歩道橋設置の要望書を県に提出し、県はこれに応える形で道路の路側帯の路肩側を緑色に着色したグリーンベルトや、高欄照明を設置するなどの歩行者の安全対策を実施した。なお、歩道橋の方は県は新皆野橋開通後の動向を見極めたうえで対応を検討するとした。
交通量の多い橋であったが、2010年（平成22年）10月24日に上流側に皆野秩父バイパスの新皆野橋が開通したことにより、大型車を含めた車両はこちらを通るようになり、当橋の交通量が大幅に減少した。

## 周辺

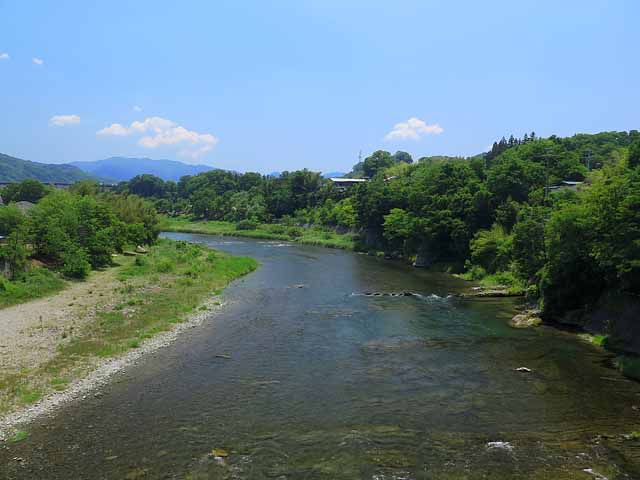
皆野橋より上流方向を望む。

橋周辺の右岸側は埼玉県立長瀞玉淀自然公園の普通区域に指定されている。両岸は段丘崖で下流に架かる栗谷瀬橋周辺と同様の、ジオパーク秩父のジオサイトとなっている。橋のすぐ下流側は赤平川の合流点である。橋の右岸側は皆野町の市街地が近い。
- 前原の不整合 - 橋の下流側に存在する。
- 皆野駅
- 皆野長瀞水道企業団
- 県営皆野下和田団地
- 諏訪大神社
- 円福寺
- 宝蔵寺
- 郷平橋 - 赤平川に架かる埼玉県道44号秩父児玉線の橋

## その他
- 皆野橋は埼玉県のぐるっと埼玉サイクルネットワーク構想に基づき策定された「自転車みどころスポットを巡るルート」の「秩父七福神を回るルート」の経路に指定されている[18]。

## 風景

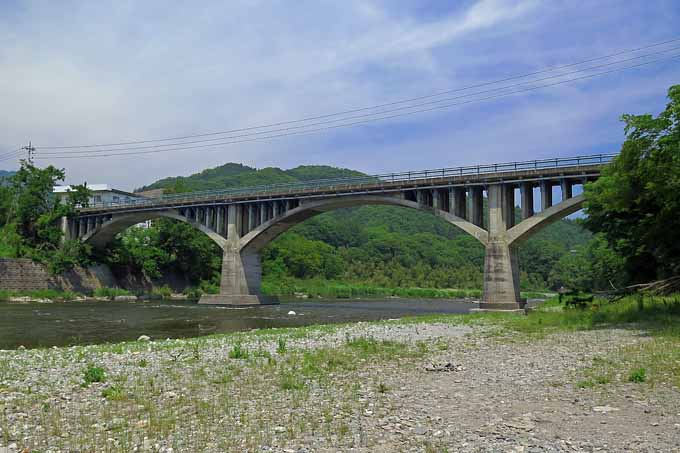
右岸上流側より
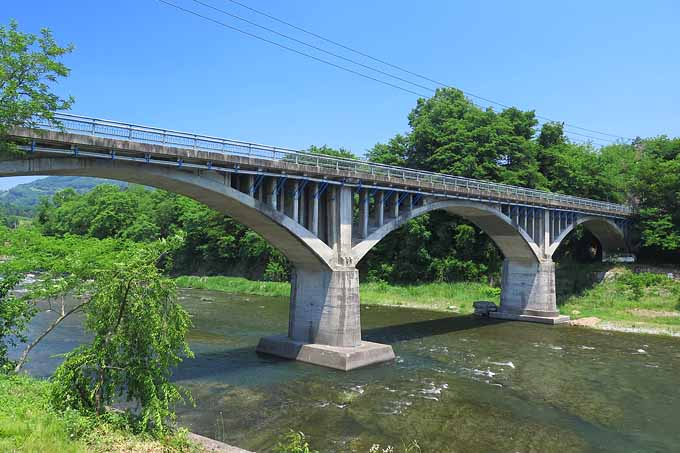
左岸上流側より
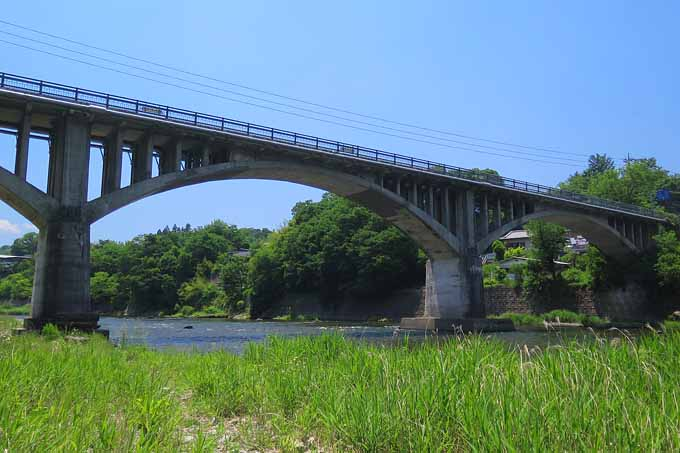
右岸下流側より
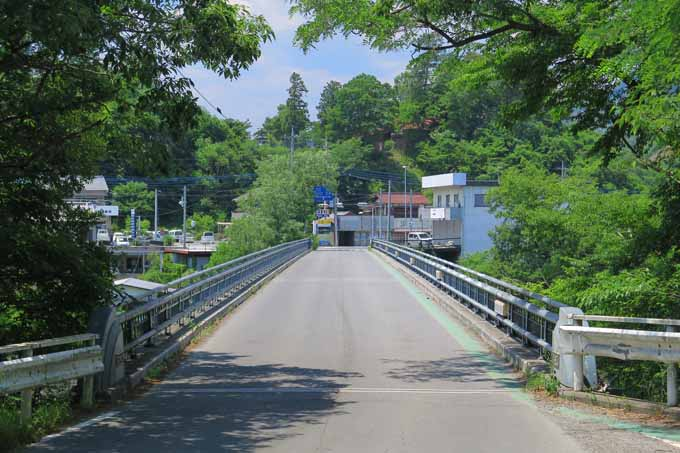
右岸側橋詰より
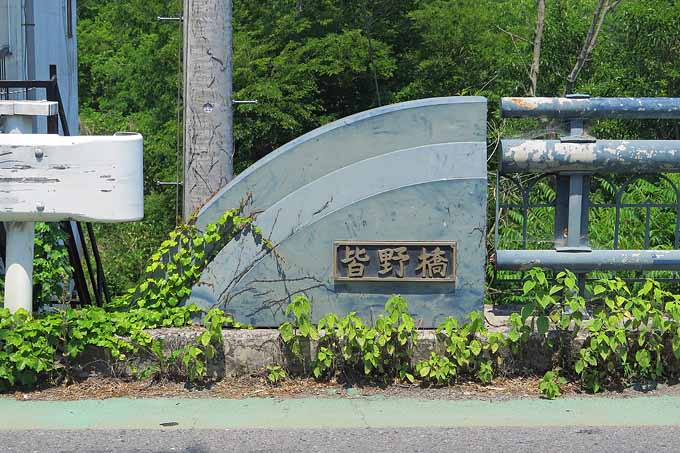
左岸側親柱。高欄と共に竣工当時のものとは異なる。

## 隣の橋
- 荒川

（上流） - 和銅大橋 - 新皆野橋 - 皆野橋 - 栗谷瀬橋 - 親鼻橋 - （下流）